# Mary et Carrie Dann
Pour les articles homonymes, voir Dann.
Mary Dann (2 janvier 1923 - 22 avril 2005) et Carrie Dann (1932 - 2 janvier 2021) sont deux sœurs amérindiennes issues du peuple Shoshones, éleveuses, leaders spirituels et militantes des droits des Amérindiens.

## Distinctions
Elles ont remporté le Right Livelihood Award en 1993 pour leur action en faveur des droits des Amérindiens à disposer librement de leurs terres.

## Filmographie
Le documentaire American Outrage (2008) retrace leur combat contre le gouvernement fédéral américain pour le territoire des Shoshones.